# Propstei Vechelde
Die Propstei Vechelde ist einer von zwölf Unterbezirken der Evangelisch-Lutherischen Landeskirche in Braunschweig. Die Propstei hatte rund 23.000 Mitgliedern im Jahr 2001 und Anfang 2025 sind es etwa 20.000.

## Geographische Lage
Die Propstei Vechelde liegt im Nordwesten der Braunschweiger Landeskirche im Städtedreieck Braunschweig–Peine–Salzgitter. Im Norden und Westen grenzt sie an die Evangelisch-lutherische Landeskirche Hannovers, Kirchenkreis Gifhorn und Kirchenkreis Peine, im Süden an die Propstei Salzgitter-Lebenstedt und im Osten an die Propstei Braunschweig.
Der Ort Vechelde ist Bahnstation an der Bahnstrecke Hannover–Braunschweig. Durch die nördliche Propstei führt der Mittellandkanal, von dem bei Wendeburg der Stichkanal Salzgitter abzweigt.

## Propsteigebiet
Die Propstei Vechelde umfasst neben allen Ortschaften der Gemeinde Vechelde die Orte Duttenstedt und Essinghausen der Stadt Peine, Bortfeld, Meerdorf, Sophiental, Wendeburg und Wendezelle der Gemeinde Wendeburg, sowie Broitzem, Rüningen, Timmerlah, Völkenrode und Watenbüttel der Stadt Braunschweig. Die Kirchengemeinden der Propstei liegen im östlichen Teil des Landkreises Peine bzw. im westlichen Teil der Stadt Braunschweig.

## Propsteisynode
Oberstes Beschlussorgan der Propstei ist die Propsteisynode. Die Synode hat unter anderem die Aufgabe, die Delegierten der Propstei für die Landessynode zu wählen, den Haushalt zu beschließen und bei einem Wechsel im Propstamt einen neuen Propst zu wählen. Die Amtszeit der Synodalen beträgt sechs Jahre.

## Geistliche Leitung
Die geistliche Leitung der Propstei hat der Propst. Der Propst oder die Pröpstin führt zugleich den Vorsitz im sieben Mitglieder zählenden Propsteivorstand.

## Kirchengemeinden
Zur Propstei Vechelde gehören 26 Kirchengemeinden:
- Kirchengemeinde Petrus in Vechelde:
  - St.-Nicolai-Kirche Alvesse
  - St.-Nicolai-Kirche Sonnenberg
  - St.-Martini-Kirche Vallstedt
  - St.-Urban-Kirche Wierthe
- Lukas-Gemeinde Bettmar-Sierße mit Kirche Bettmar und St. Martini Sierße
- Kirchengemeinde Maria und Martha in Vechelde:
  - Bodenstedt
  - Köchingen
  - Liedingen
- Kirchengemeinde St. Georg zu Bortfeld in Wendeburg
- Kirchengemeinde Broitzem in Braunschweig
- Kirchengemeinde Denstorf, Klein Gleidingen und Groß Gleidingen
- Kirchengemeinde Duttenstedt, Essinghausen und Meerdorf
- Kirchengemeinde Neubrück (verwaltet von dem hannoverschen Pfarramt in Didderse)
- Kirchengemeinde St. Petri Rüningen in Braunschweig
- Kirchengemeinde Timmerlah in Braunschweig
- Kirchengemeinde Vechelde mit Vechelade
- Kirchengemeinde Völkenrode und Watenbüttel
- Kirchengemeinde Wahle und St. Martin Sophiental mit Fürstenau
- Kirchengemeinde St. Matthias Wedtlenstedt in Vechelde
- Kirchengemeinde Wendeburg mit Harvesse

In den 14 Pfarrämtern sind 12 
Pfarrerinnen und Pfarrer tätig.

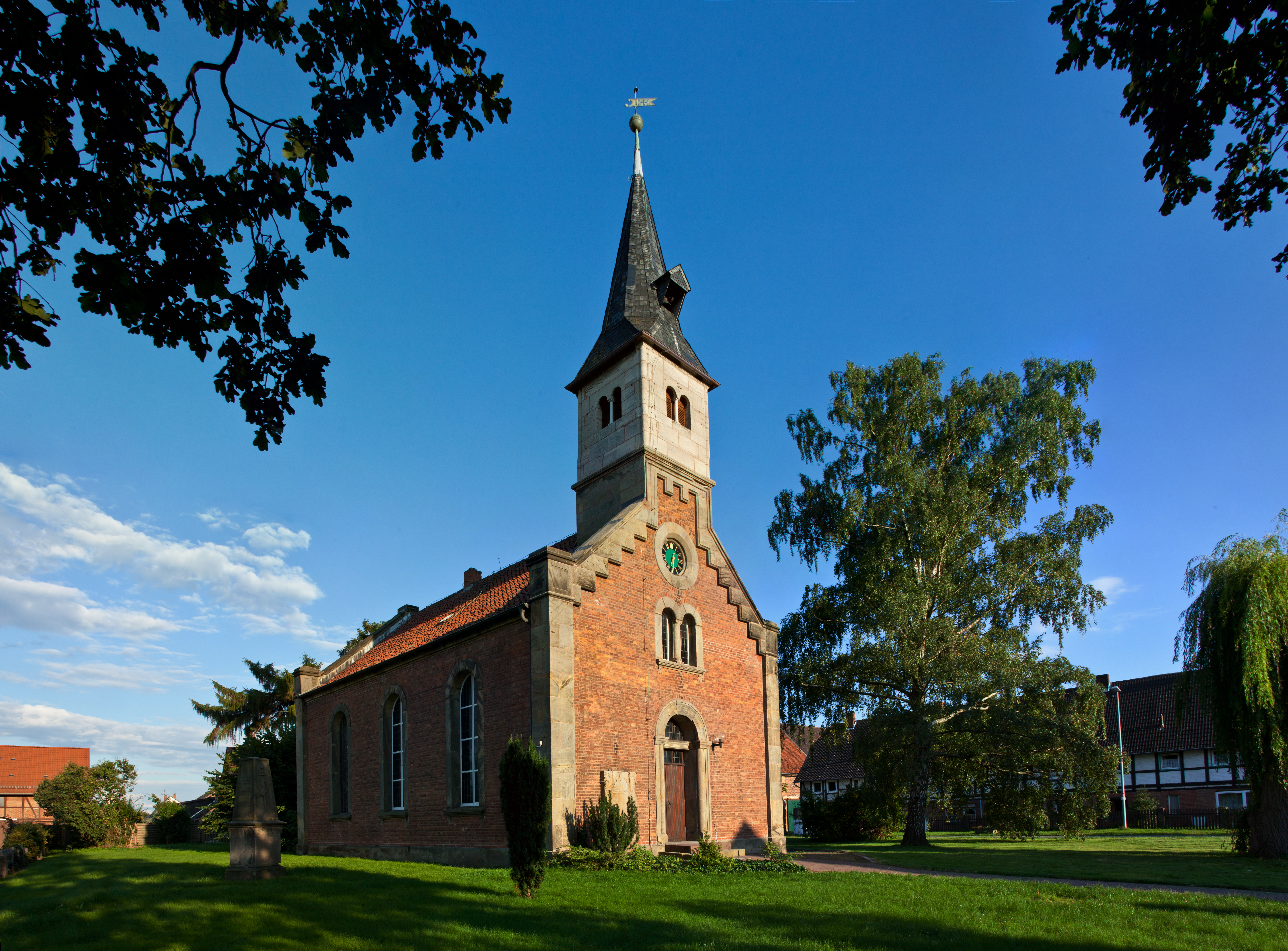
St. Nicolai Alvesse
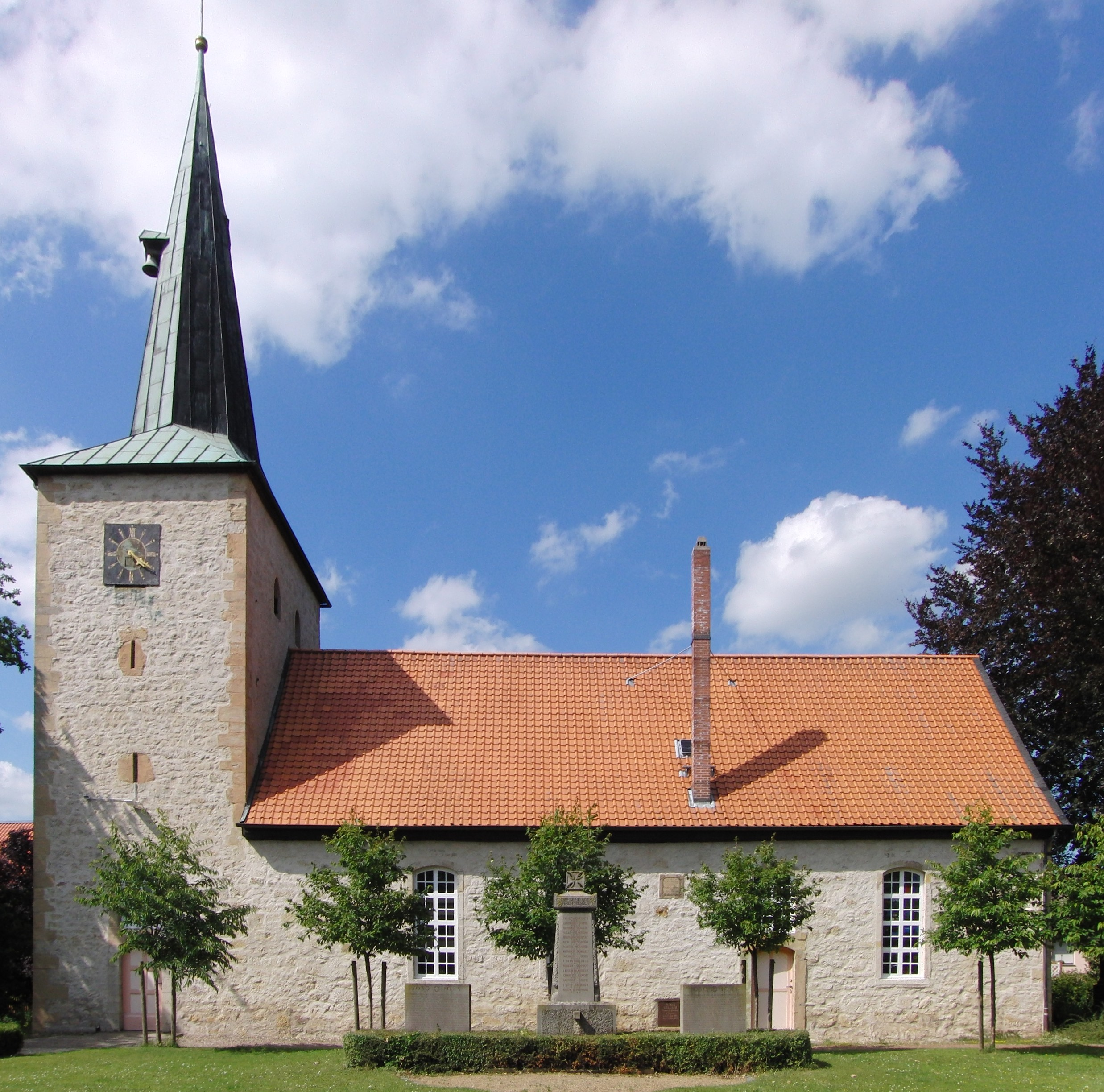
Dorfkirche Bettmar
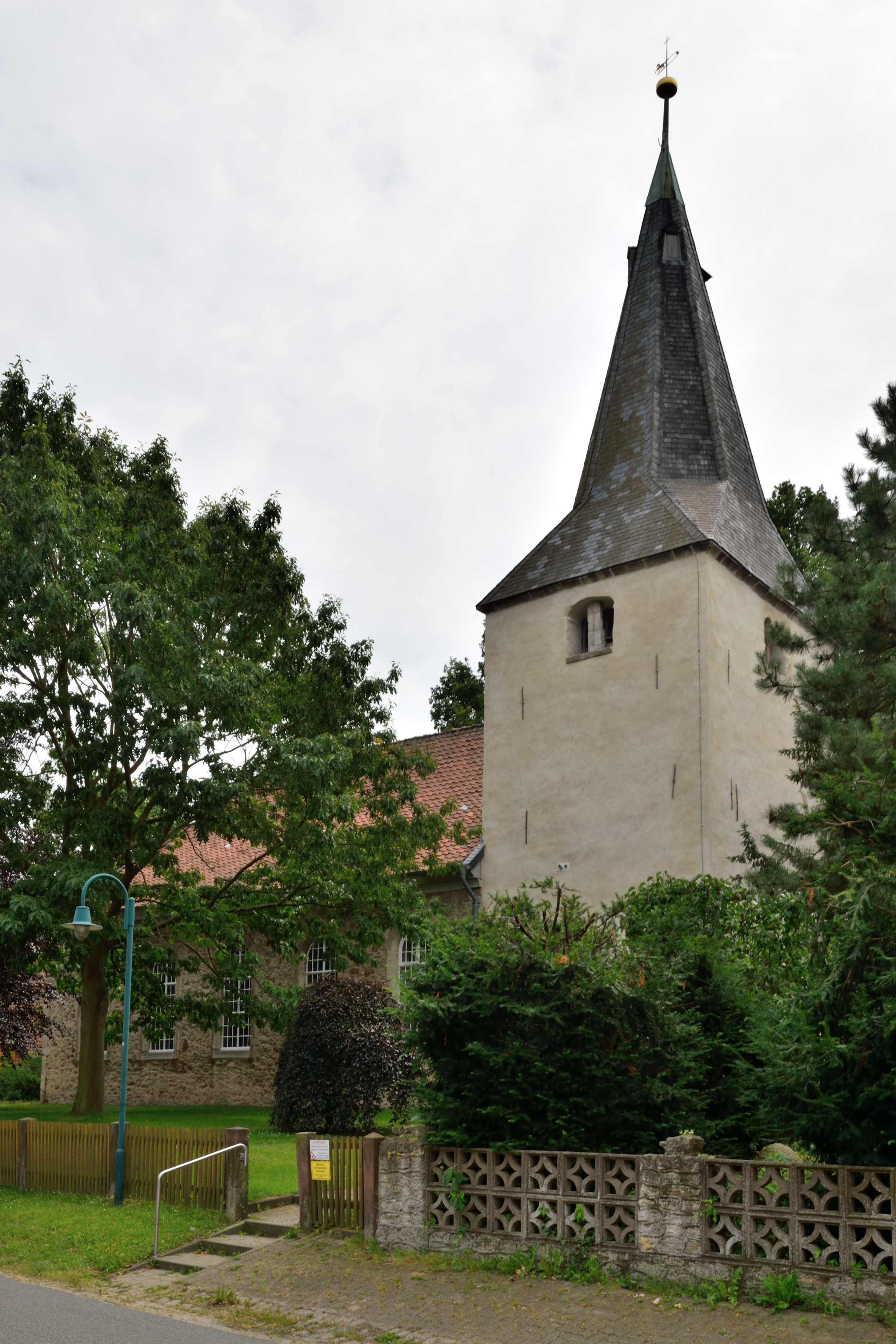
St. Georg in Bortfeld
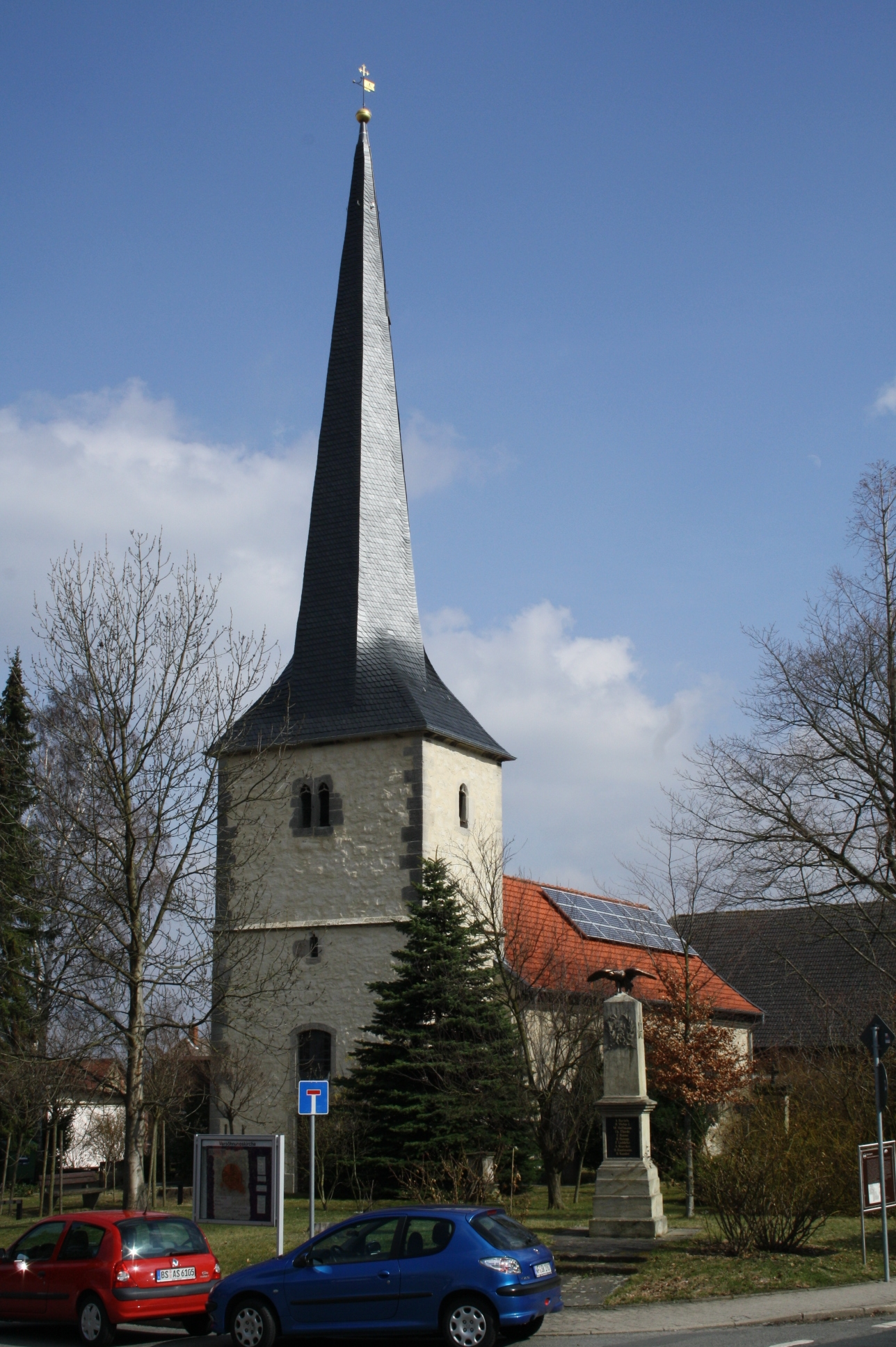
Versöhnungskirche Broitzem
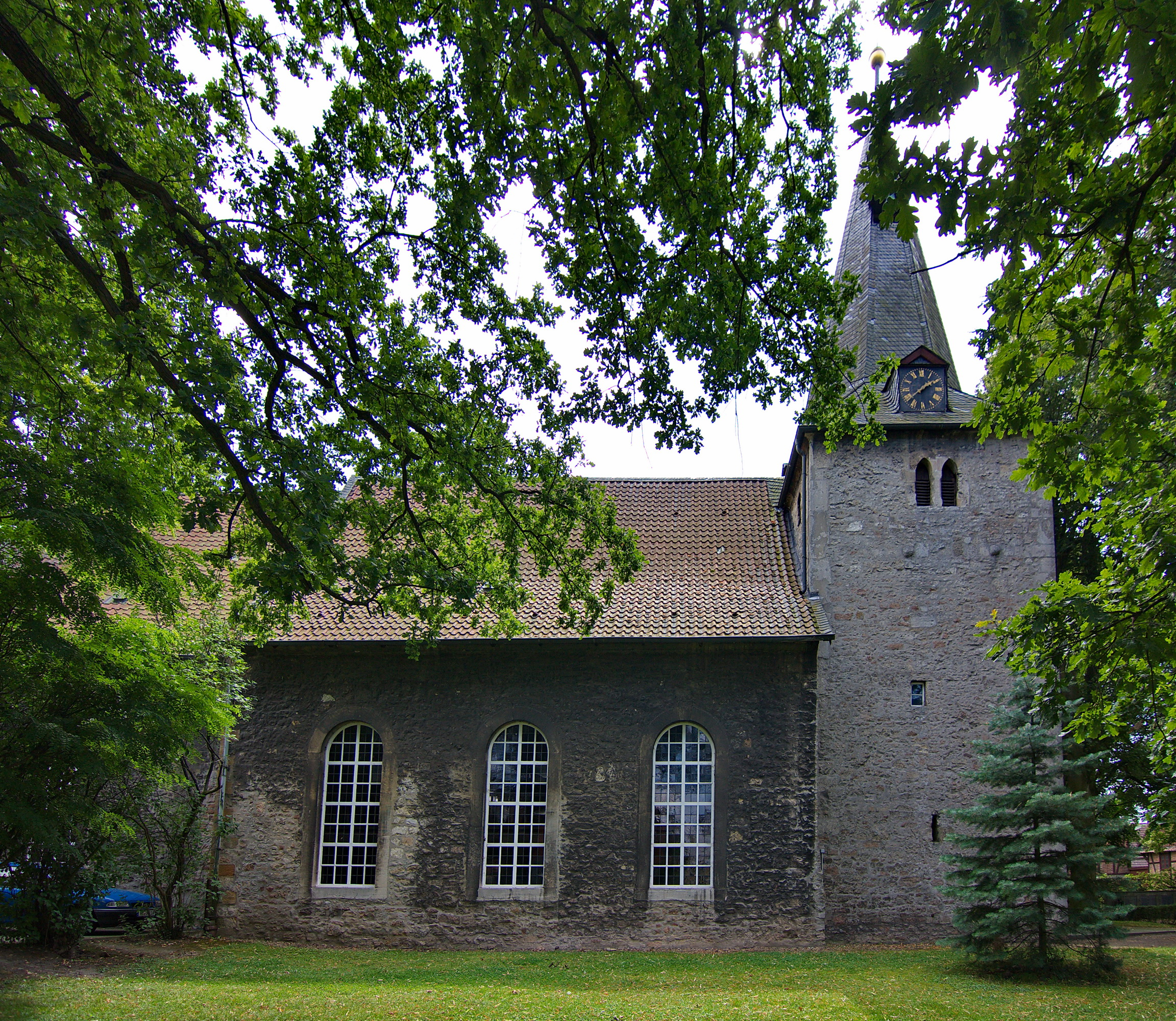
St. Johannes Denstorf
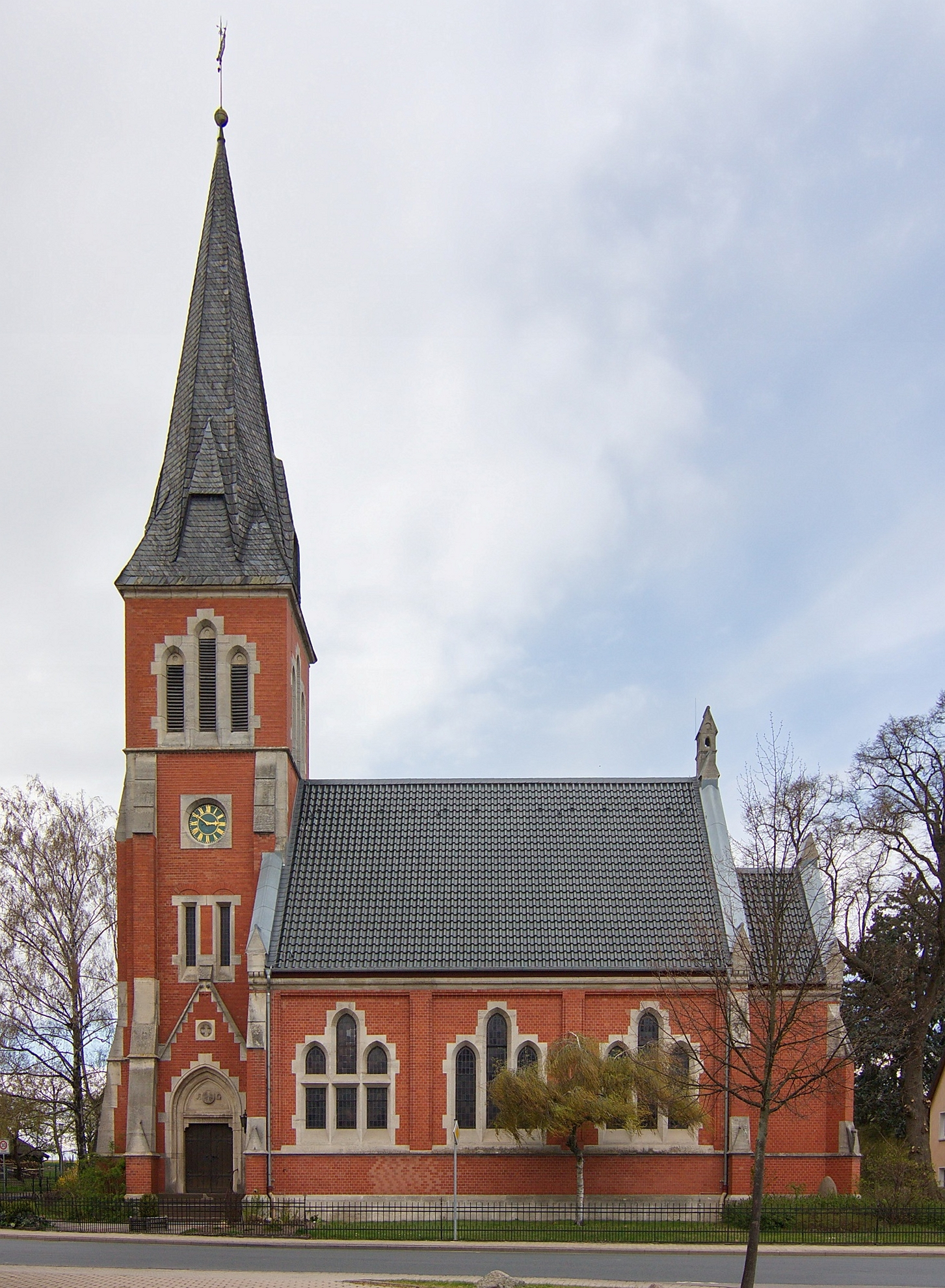
St. Johannis Duttenstedt
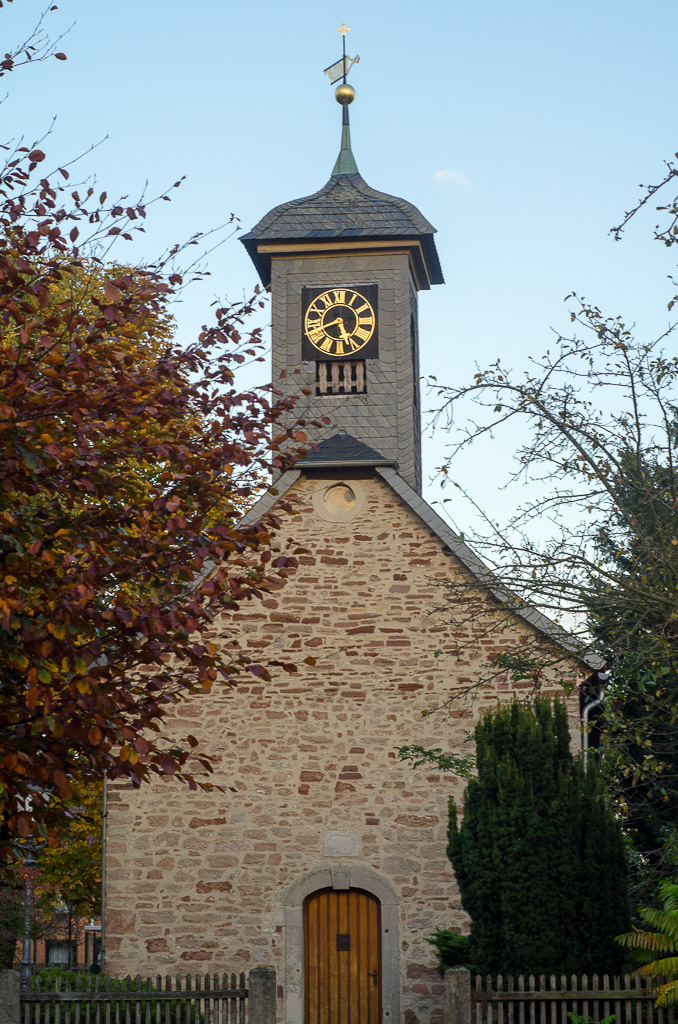
Kirche Groß Gleidingen
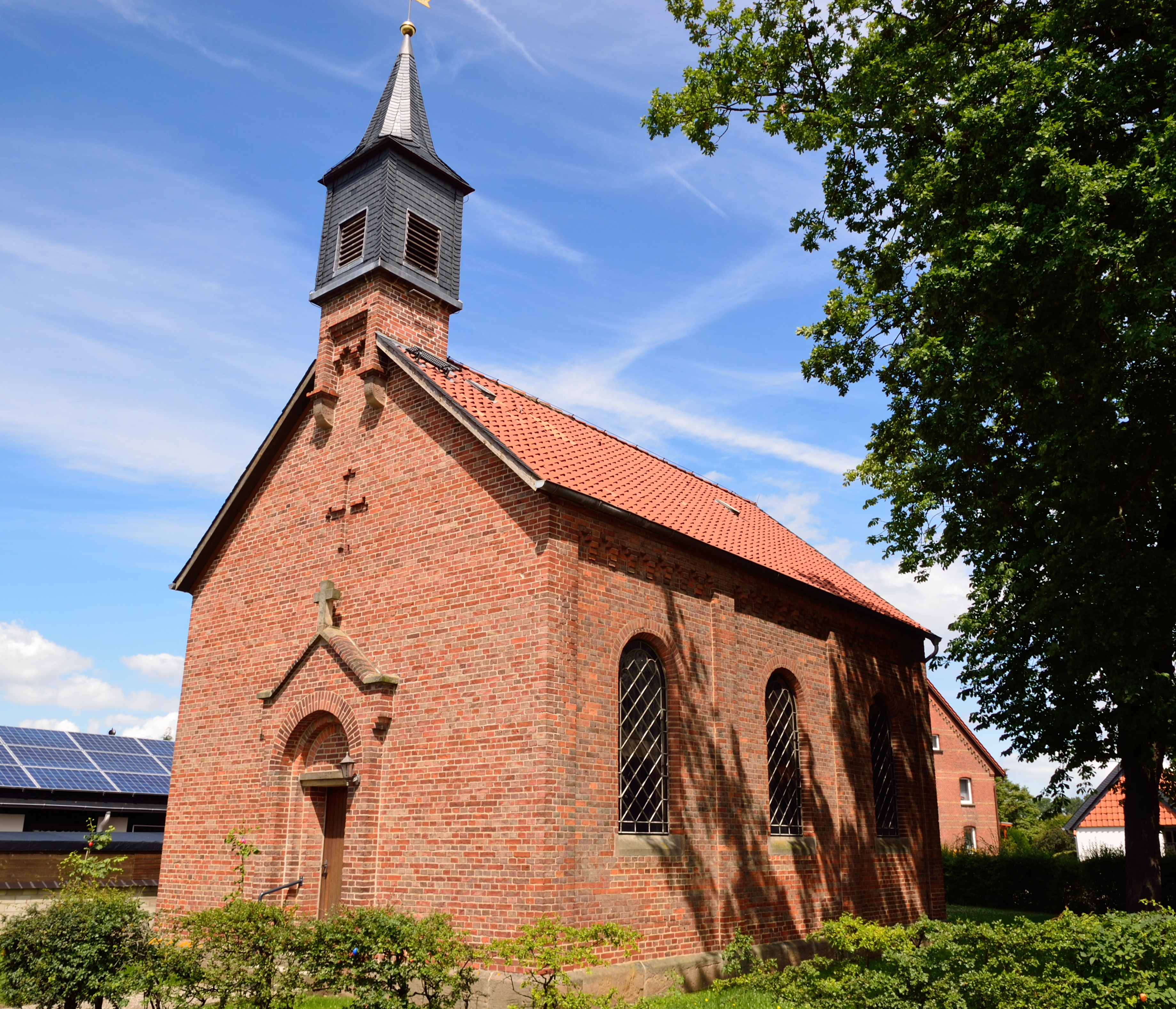
Kirche in Harvesse
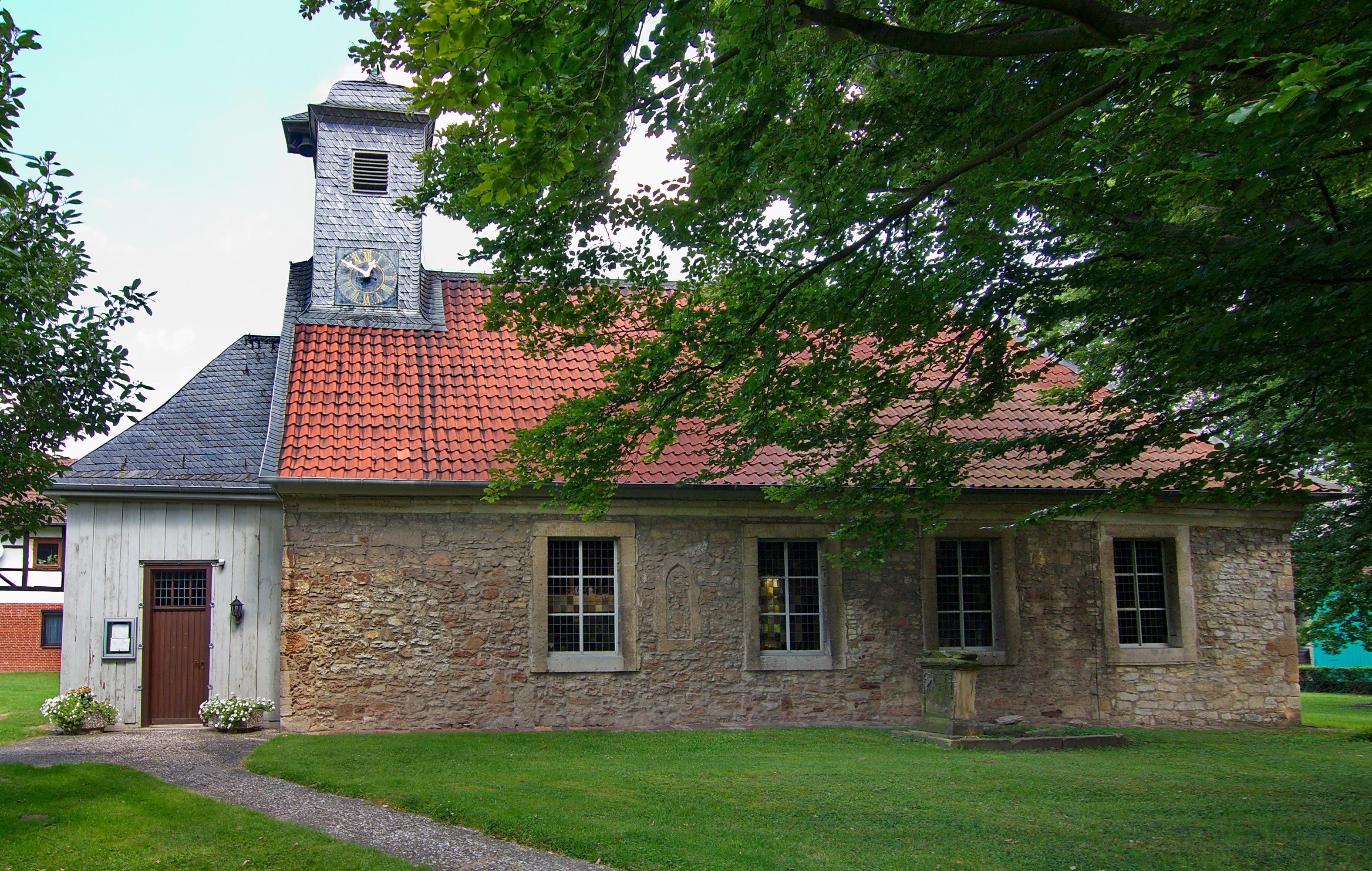
Marienkirche Köchingen
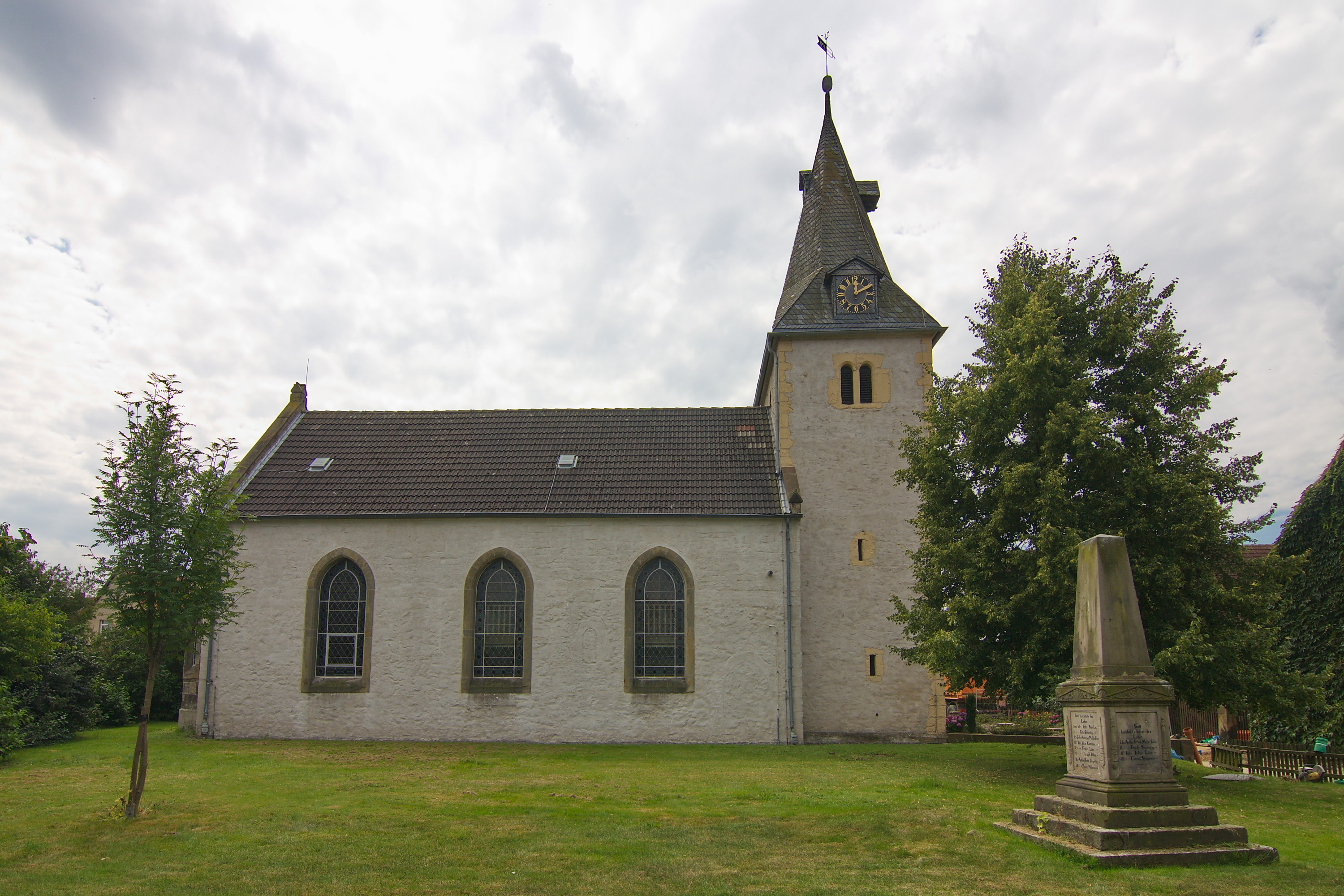
Kirche Liedingen
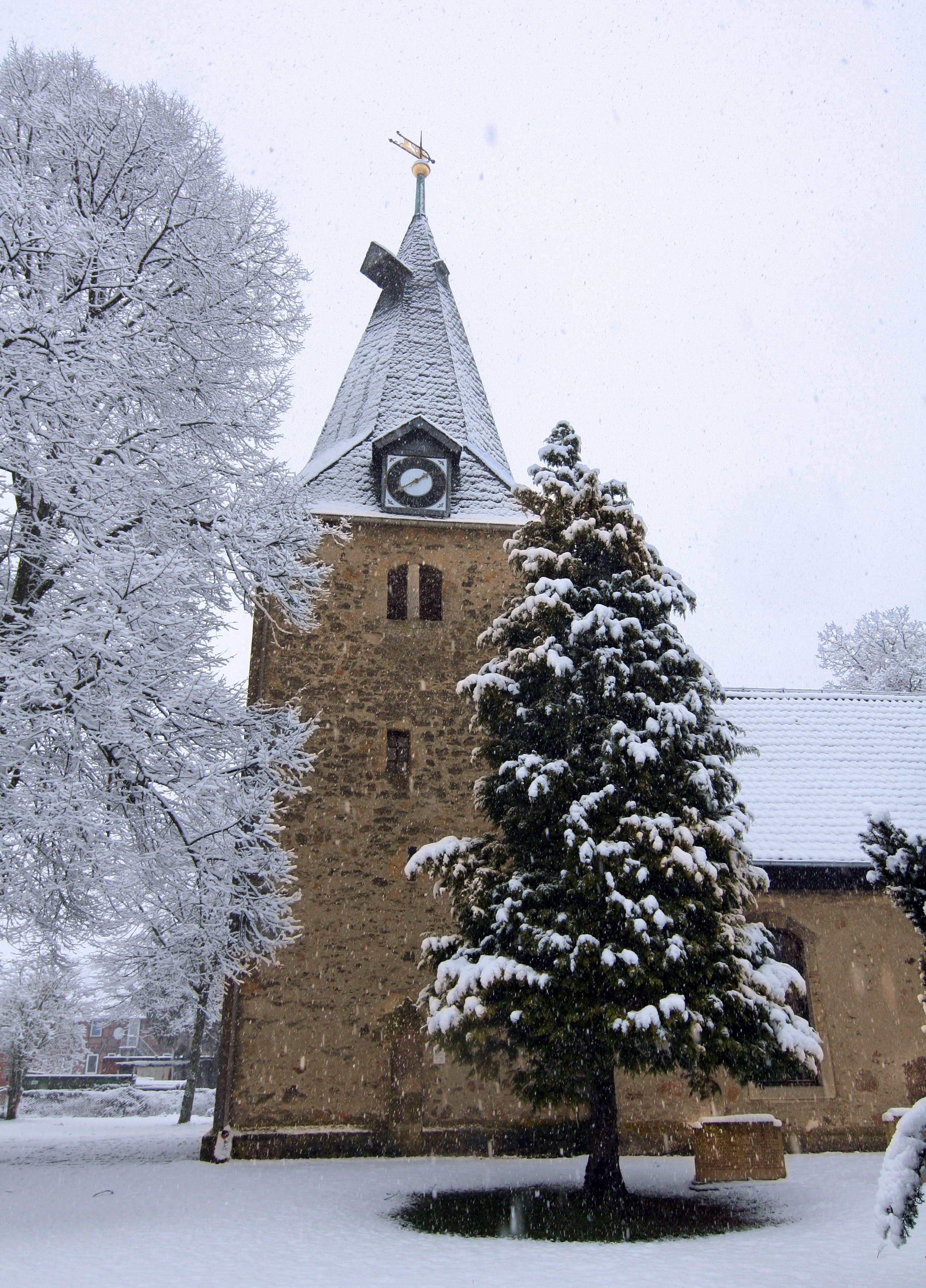
Kirche Meerdorf
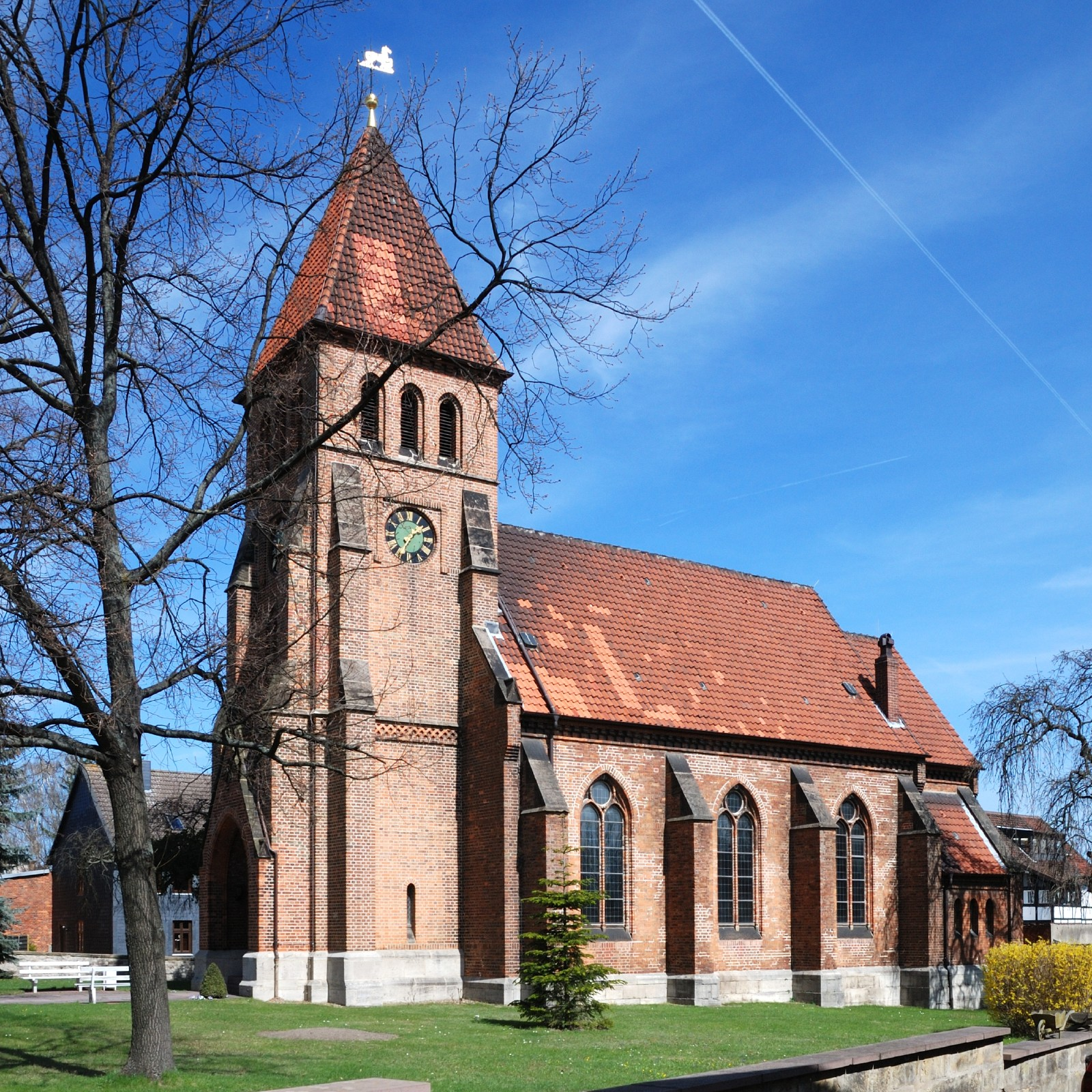
St. Petri Rüningen
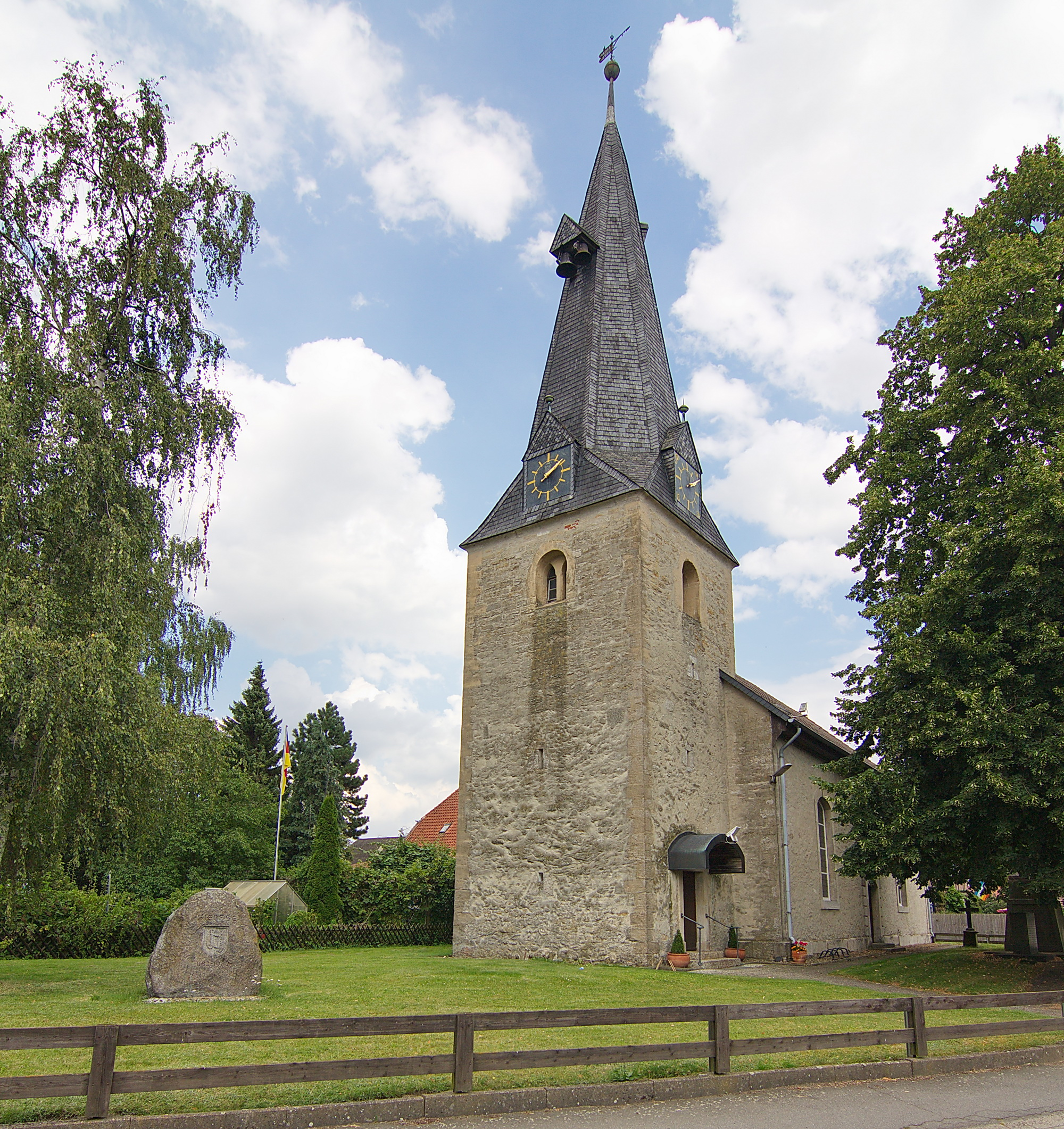
St. Martini Sierße
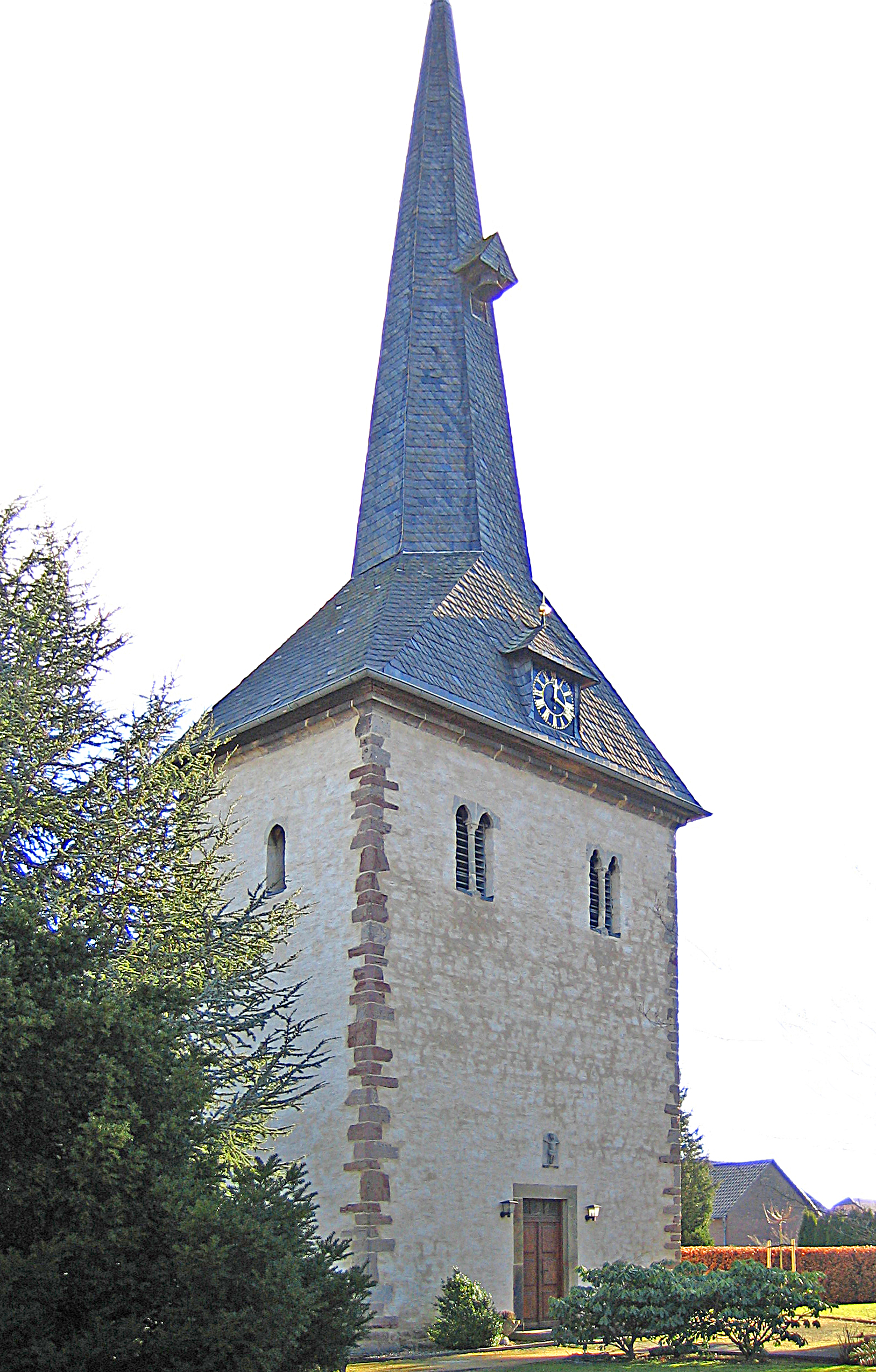
St. Nicolai Sonnenberg
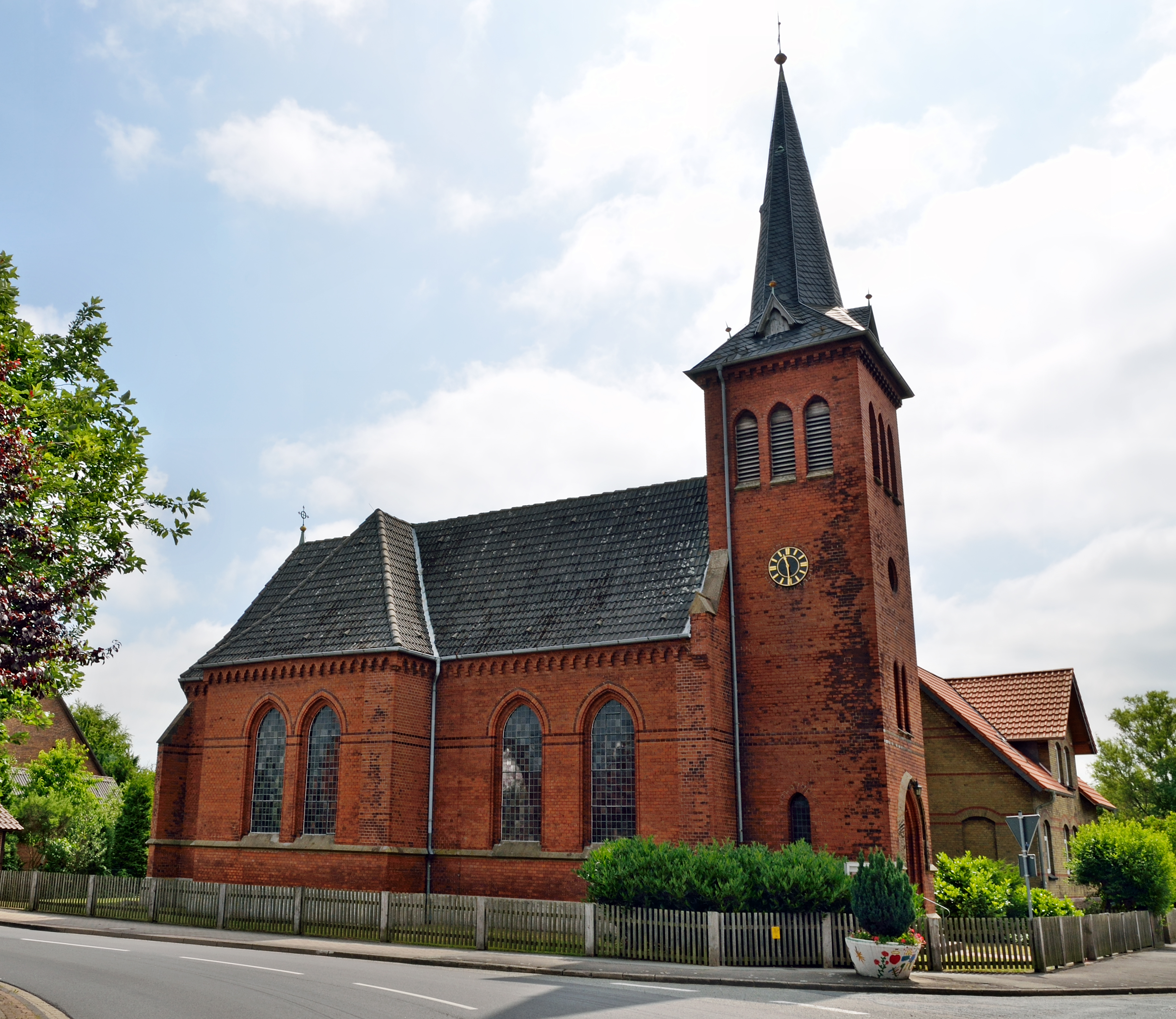
Kirche Sophiental
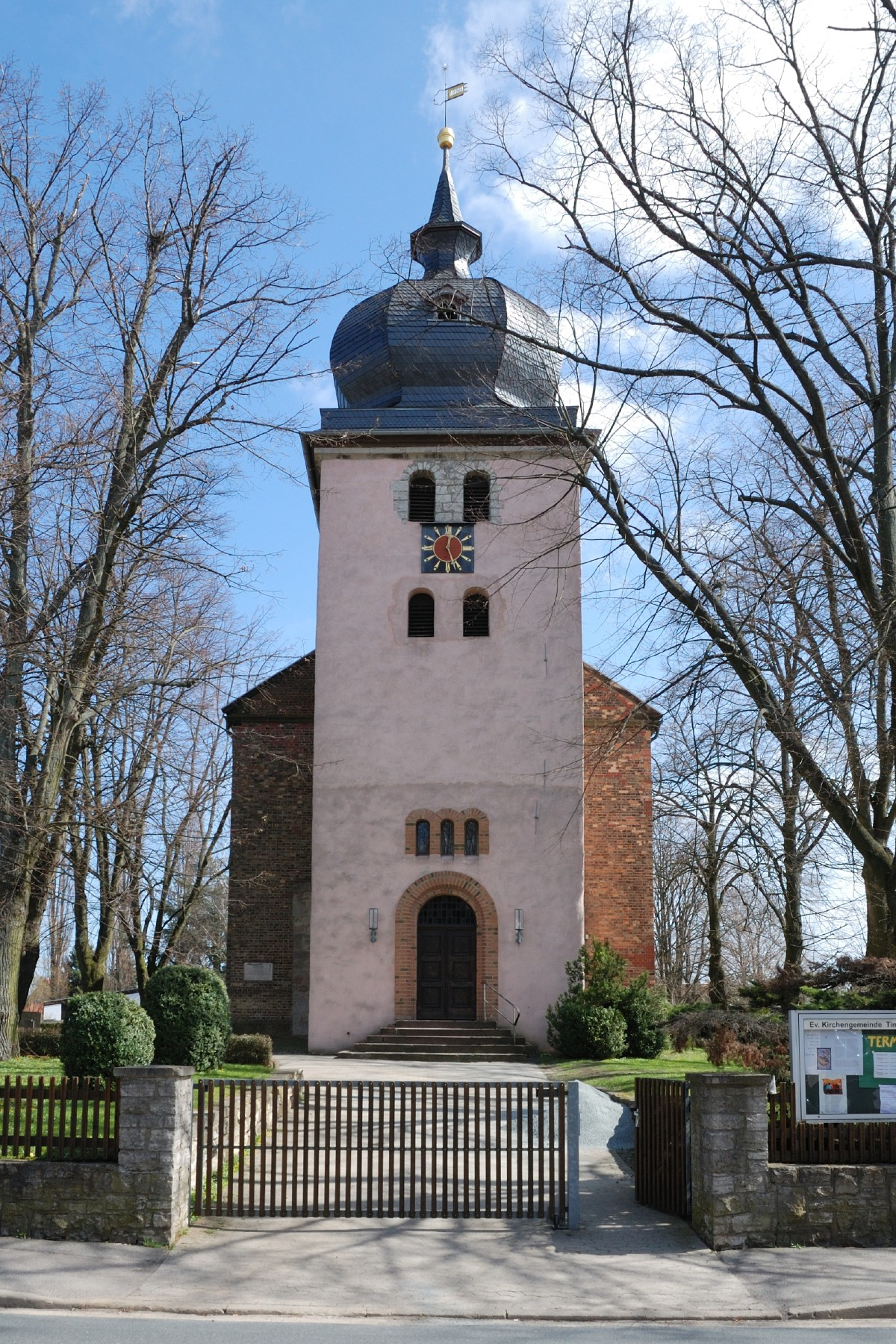
Dorfkirche Timmerlah
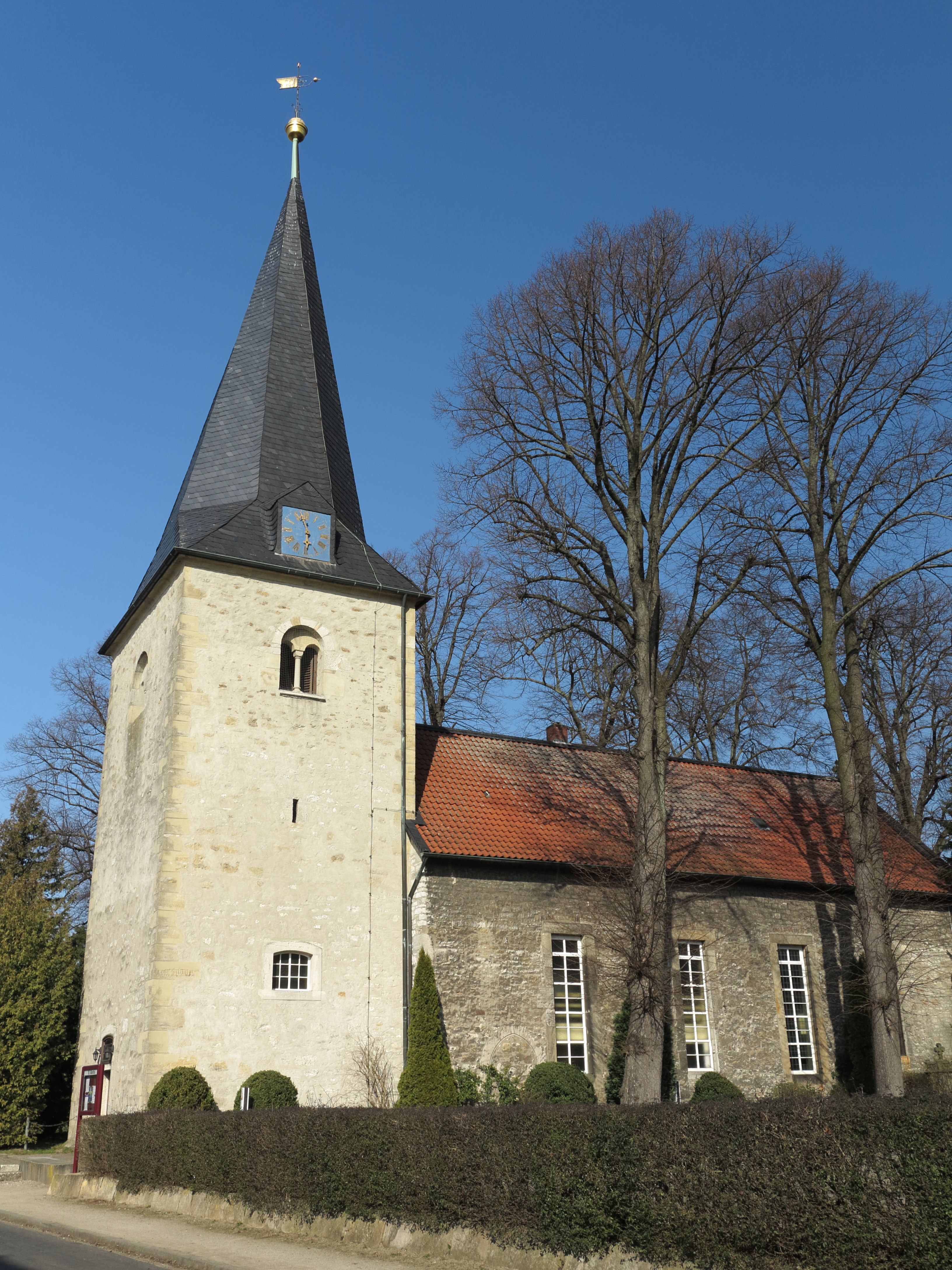
St. Martini Vallstedt
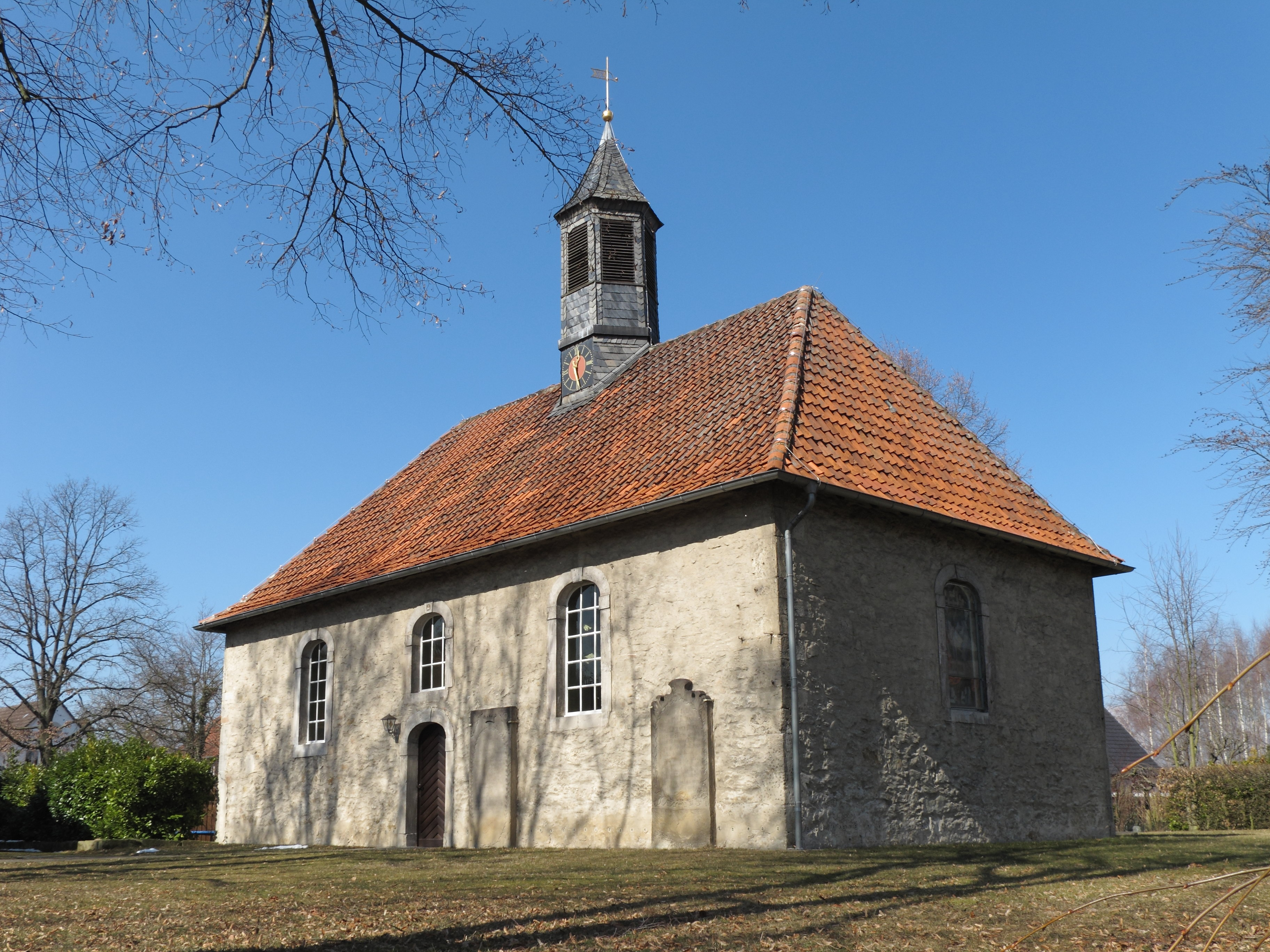
Kirche Völkenrode
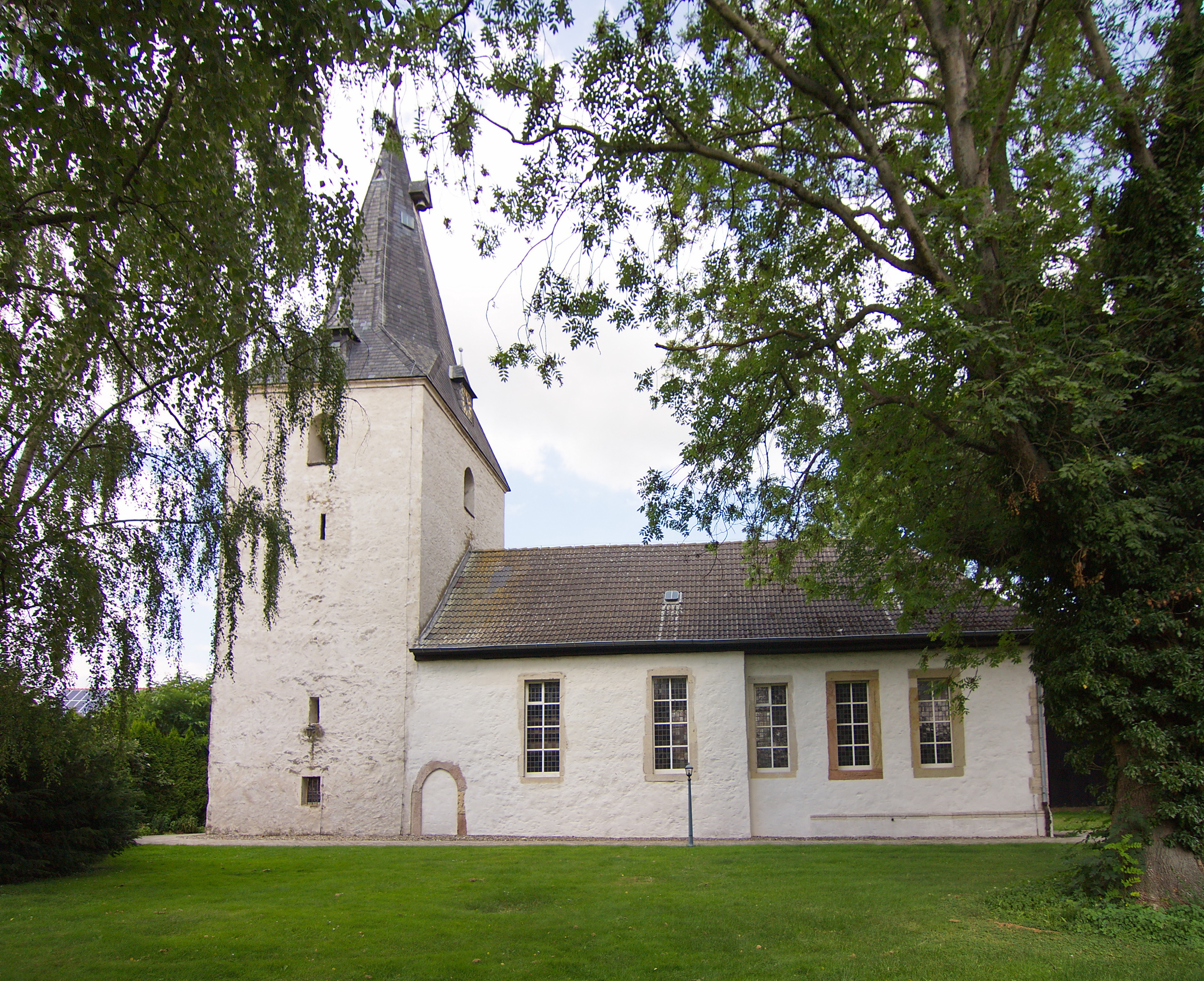
St. Martini Wahle
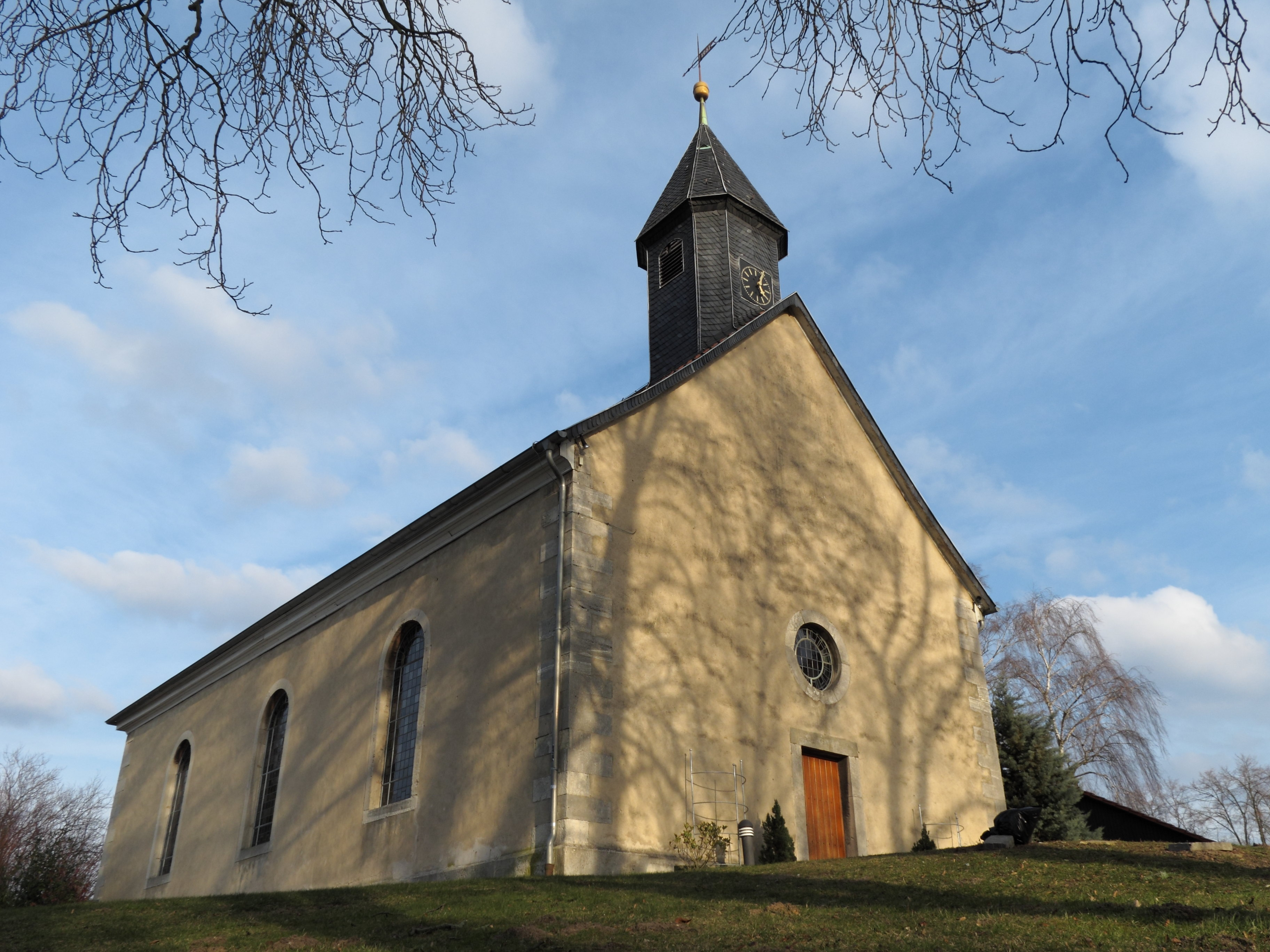
Kirche Watenbüttel
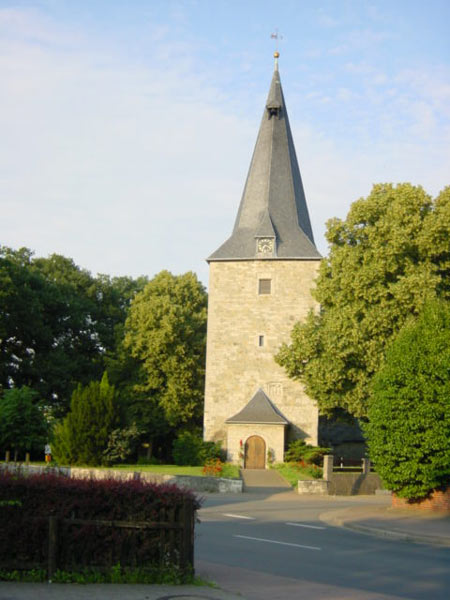
Marienkirche Wendeburg
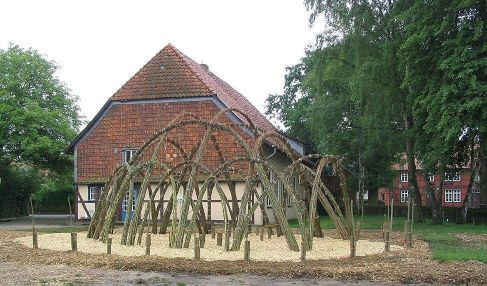
Weidenkirche Wendeburg
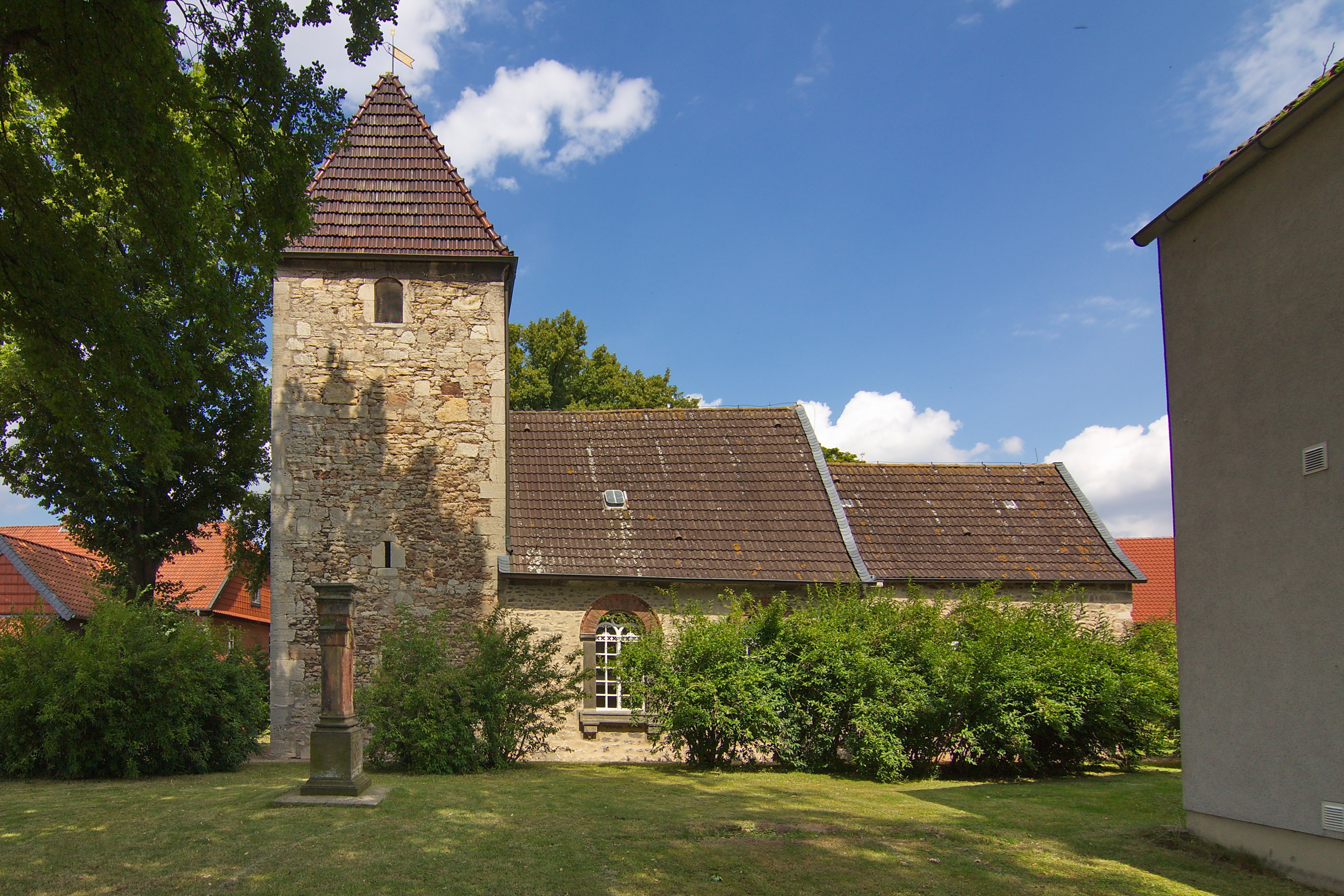
St. Urban Wierthe